# Édes anyaföld (film)
Édes anyaföld (eredeti cím: The Good Earth) egy 1937-ben bemutatott Sidney Franklin rendezésében készült amerikai életrajzi filmdráma. A produkciót öt kategóriában jelölték Oscar-díjra, melyből kettőben sikerült nyernie. A történet alapjául a Nobel-díjas Pearl S. Buck azonos című regénye szolgált.

## Történet
|  | Alább a cselekmény részletei következnek! |

A kínai földműves Wang Lung (Paul Muni) feleségül veszi O-Lant (Luise Rainer), aki addig a Nagy Ház – a falu legbefolyásosabb családjának a lakhelye – egyik alázatos szolgája volt. Az új meny kiváló feleségnek bizonyul, szorgalmas és nem panaszkodik. Wang Lung több földet vásárol, O-Lan pedig életet ad két fiú és egy lánygyermeknek. Eközben a Nagy Ház hanyatlásnak indul.

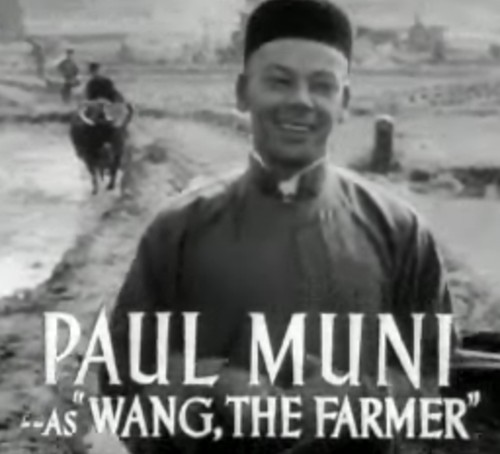

Minden jól megy, amíg a nagy szárazság el nem jön, amiből éhínség fakad és a család is a tönk szélére kerül. A kétségbeesett Wang Lungot meggyőzi pesszimista és haszontalan nagybátyja (Walter Connolly), hogy adja el földjét értéken jóval alul, de felesége lebeszéli erről. Ehelyett délre utaznak egy nagyvárosba, hogy munkát keressenek. A család koldulásból és lopásból él. Amikor a forradalom kitör megjelenik az eső is északon, és Wang Lung és O-Lan ráeszmél, hogy az aszálynak is vége. Nagyon vágyódnak vissza a földjükre, de nincs pénzük ökörre, se vetőmagra és élelemre.
Mialatt a város gazdát cserél O-Lan is csatlakozik a kastélyt fosztogató tömeghez. Habár még az elején eszméletét veszti a nagy dulakodásban, és megtaposva, eszméletlenül terül el a földön. Mikor magához tér egy zacskó gyémántot talál maga mellett, melyet teljesen figyelmen kívül hagytak a nagy zűrzavar során. Ez a váratlan fordulat lehetővé teszi a családnak, hogy hazatérjenek és még a korábbinál is nagyobb jómódban éljenek. O-Lan mindössze csak annyit kér férjétől, hogy megtarthasson magának két igazgyöngyöt.

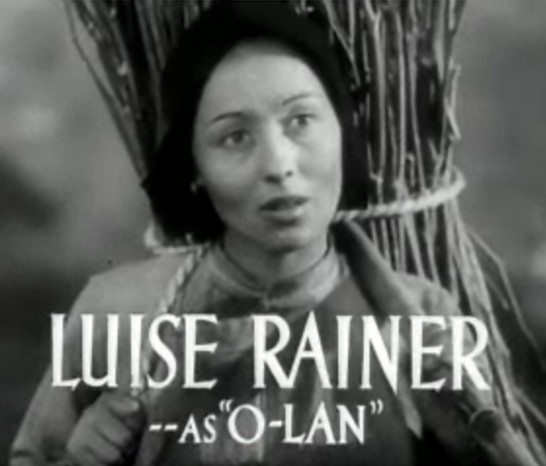

Közben múlnak az évek, Wang Lung fiai tanult fiatalemberekké érnek, ő maga pedig olyan gazdaggá válik, hogy megveszi a Nagy Házat. Wang Lung később Lotus (Tilly Losch) megszállottjává válik, és a helyi teaház fiatal táncosnőjét a második feleségévé teszi, még O-Lan gyöngyeit is neki adja.
Mikor Wang Lung rájön, hogy Lotus elcsábította a fiatalabb fiát (Roland Lui), megparancsolja fiának, hogy távozzon otthonról. Nem sokkal később sáskák feltűnése veszélyezteti az egész falut. Az idősebb fiú (Keye Luke) által kidolgozott stratégia szerint próbálják megmenteni a termést. Már amikor minden veszni látszik, a szél hirtelen irányt vált és messzire viszi a veszélyforrást. A majdnem bekövetkezett katasztrófa meglágyítja Wang Lungot. Kibékül kisebbik fiával és a kemény életben kimerült O-Lannak is visszaadja a gyöngyöket, aki később meghal.

## Szereposztás
| Színész          | Karakter           |
| ---------------- | ------------------ |
| Paul Muni        | Wang Lung          |
| Luise Rainer     | O-Lan              |
| Walter Connolly  | nagybácsi          |
| Tilly Losch      | Lotus              |
| Charley Grapewin | Wang Lung édesapja |
| Jessie Ralph     | Cuckoo             |
| Keye Luke        | idősebb fiú        |
| Roland Lui       | fiatalabb fiú      |
| Suzanna Kim      | Wang Lung lánya    |
| Harold Huber     | unokatestvér       |

## A produkció
A szerző Pearl S. Buck azt javasolta, hogy a filmet kizárólag kínai illetve kínai-amerikai színészekkel készítsék el. Irving Thalberg eleinte szintén kínaiakkal képzelte el a produkciót, de később meggondolta magát, mert úgy vélte, hogy ezt az amerikai közönség még túl szokatlannak találná.
Bár Anna May Wong neve is felmerült O-Lan szerepére, de amikor eldőlt, hogy Paul Muni játssza Wang Lungot az is nyilvánvaló vált, hogy a kínai származású színésznő nem kaphatja meg a szerepet, mert a Hays-kódex szerint fajkeveredést tilos volt ábrázolni a filmvásznon, és a fehér Muni által alakított karakter feleségének is szintén európai származásúnak kellett lennie. Az MGM felajánlotta Wongnak Lotus szerepét, de a sértődött színésznő ezt visszautasította. Számos karaktert fehérek játszottak, akiket a Jack Dawn vezette sminkes csapat ázsiai külsejűre maszkírozott. Habár jó néhány fontos mellékszerepet kínai-amerikai színészek kaptak.
Mivel a produkció a második kínai–japán háború idején készült, a kínai kormány azzal fenyegette meg az MGM-et, hogy akadályozni fogja a film forgatását, ha japán származású szereplő is lehetőséget kap benne.
Thalberg a film elkészülte előtt elhunyt. A nyitó képkockákon ki is írják a nevét, és hogy ez volt „utolsó nagy teljesítménye”.
A produkció költségvetése 2,8 millió dollár volt, ami nagy pénznek számított akkoriban, és három évig tartott míg elkészült. A kaliforniai Chatsworthben egy ötszáz hektáros farmot alakítottak át kínai vidék replikájává. Bár Kínában készült felvételek is szerepelnek a produkcióban, hogy a film még autentikusabb legyen, többek között az emlékezetes sáskajárás.

## Oscar-díj
- Oscar-díj (1938)
  - díj: legjobb női főszereplő – Luise Rainer
  - díj: legjobb operatőr – Karl Freund
  - jelölés: legjobb film – Metro-Goldwyn-Mayer
  - jelölés: legjobb rendező – Sidney Franklin
  - jelölés: legjobb vágó – Basil Wrangell

## Fordítás
- Ez a szócikk részben vagy egészben  a   The_Good_Earth (film) című angol Wikipédia-szócikk fordításán alapul.  Az eredeti cikk szerkesztőit annak laptörténete sorolja fel. Ez a jelzés csupán a megfogalmazás eredetét és a szerzői jogokat jelzi, nem szolgál a cikkben szereplő információk forrásmegjelöléseként.